# Maserati Ghibli (2013)
El Maserati Ghibli (Proyecto M157) es un automóvil de lujo y grandes prestaciones, en carrocería sedán de cuatro puertas, perteneciente al segmento E producido el por fabricante italiano Maserati a partir de 2013. Entre sus rivales se encuentran el Audi A6, el BMW Serie 5, el Cadillac CTS, el Jaguar XF, el Lexus GS, el Mercedes-Benz Clase E y el Volvo S90.

## Historia

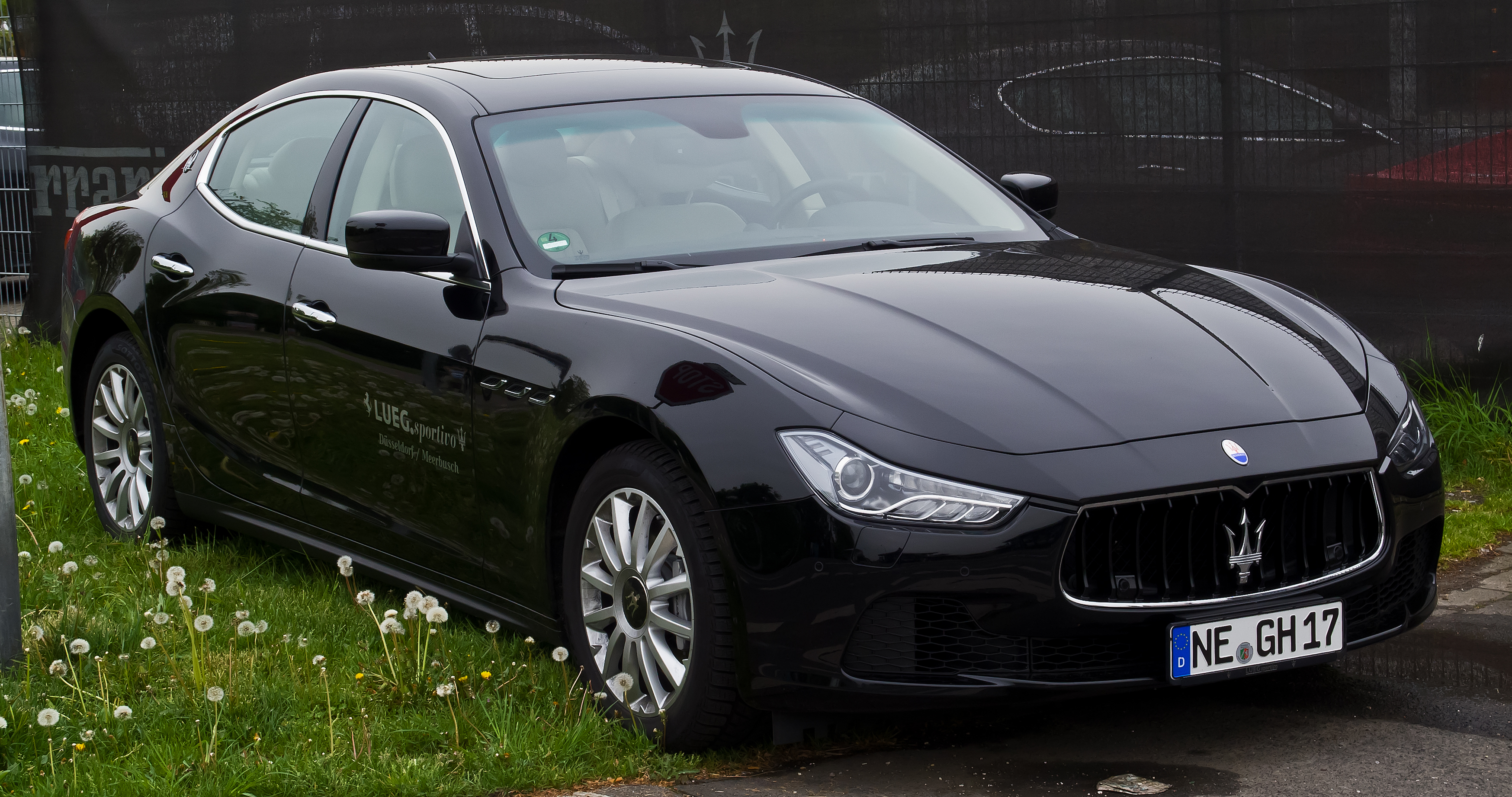
En Alemania el 27 de abril de 2014

Según se cuenta, durante la Segunda Guerra Mundial los italianos usaban "Ghibli" para referirse a los aviones de exploración del Sahara. Así que, decidieron usar ese nombre usado en Libia para denominar al viento siroco que significa «"viento cálido soplando a través del Sáhara"».
Es el primer modelo de la firma en el segmento E y en cierta medida pretende suceder al Quattroporte fabricado desde 2004. Inicialmente denominado por los medios de comunicación con el diminutivo "Maseratina", la marca dio a conocer su nombre definitivo oficialmente durante el Salón del Automóvil de Paris en 2012. La marca ya había utilizado la denominación Ghibli en un mítico deportivo presentado en el Salón del Automóvil de Turín de 1966. Previsiblemente el modelo se presentará en el Salón del Automóvil de Fráncfort de 2013. Su puesta en producción estaba inicialmente prevista para 2014, aunque posteriormente se confirmó para 2013, adelantándose un año. Junto con el Levante y el nuevo Quattroporte de 2013, forma parte de una nueva generación de automóviles Maserati con los que la marca pretende alcanzar en 2015 unas ventas globales de más de 50 000 unidades anuales según indicó Harald Wester, consejero delegado de Maserati. El objetivo mundial de ventas para el modelo es de 20 000 unidades al año y su precio se estima entre 70 000 y 80 000 €.

## Diseño
El diseño del Ghibli nada tiene que ver con el los modelos homónimos, presentando líneas suaves y redondeadas como las vistas en el Quattroporte.

## Plataforma
La plataforma está basada en la diseñada para el Quattroporte de 2013, habiendo esta sido recortada para el Ghibli, consiguiendo una carrocería de menor tamaño que la de los modelos Quattroporte de 2004 y 2013.

## Motorizaciones
Se especulaba que el modelo podría, por primera vez en la historia de Maserati, ofrecer un motor diésel que sería de grandes prestaciones.

### Tabla resumen de mecánicas
| Alimentación y aspiración                 | Combustible | Cilindrada                 | Potencia máxima                    | Par máximo                           | Velocidad máxima   | Aceleración 0-100 km/h (0-62 mph) | Consumo medio                        | Emisiones de CO2     | Tracción   |
| ----------------------------------------- | ----------- | -------------------------- | ---------------------------------- | ------------------------------------ | ------------------ | --------------------------------- | ------------------------------------ | -------------------- | ---------- |
| Inyección directa biturbo con intercooler | Gasolina    | 2979 cm³ (3 L; 181,8 plg³) | 330 CV (325 HP; 243 kW) @ 5000 rpm | 500 N·m (369 lb·pie) @ 1750-4500 rpm | 263 km/h (163 mph) | 5.6 segundos                      | 9,6 L/100 km (10,4 km/L; 24,5 mpgAm) | 223 g (7,9 onzas)/km | Trasera    |
| Inyección directa biturbo con intercooler | Gasolina    | 2979 cm³ (3 L; 181,8 plg³) | 410 CV (404 HP; 302 kW) @ 5500 rpm | 550 N·m (406 lb·pie) @ 1750-5000 rpm | 285 km/h (177 mph) | 5 segundos                        | 10,4 L/100 km (9,6 km/L; 22,6 mpgAm) | 242 g (8,5 onzas)/km | Trasera    |
| Inyección directa biturbo con intercooler | Gasolina    | 2979 cm³ (3 L; 181,8 plg³) | 410 CV (404 HP; 302 kW) @ 5500 rpm | 550 N·m (406 lb·pie) @ 1750-5000 rpm | 284 km/h (176 mph) | 4.8 segundos                      | 10,5 L/100 km (9,5 km/L; 22,4 mpgAm) | 246 g (8,7 onzas)/km | Total (Q4) |
| Inyección directa common-rail turbodiésel | Diésel      | 2987 cm³ (3 L; 182,3 plg³) | 275 CV (271 HP; 202 kW) @ 4000 rpm | 600 N·m (443 lb·pie) 2000-2600 @ rpm | 250 km/h (155 mph) | 6.3 segundos                      | 6 L/100 km (16,7 km/L; 39,2 mpgAm)   | 158 g (5,6 onzas)/km | Trasera    |

## Fábricas
En abril de 2012 se indicó que la sexta generación del modelo Quattroporte de 2013 y el nuevo Ghibli se fabricarían en la planta de Turín denominada Officine Maserati Grugliasco.